# Jadranka Brnčić
Jadranka Brnčić (Samobor, 1958), hrvatska znanstvenica, esejistica, spisateljica, pjesnikinja, prevoditeljica. 

## Životopis
Rođena u Samoboru, gdje je i maturirala. Diplomirala je francuski jezik i književnost te ruski jezik i književnost na Filozofskom fakultetu u Zagrebu, a doktorirala temom „Ricœurovo tumačenje biblijskoga teksta“ (v. Paul Ricœur). Bavi se biblijskom hermeneutikom, problemom književnog prostora i vremena. Sudjeluje na međunarodnim znanstvenim skupovima i objavljuje u nizu uglednih znanstvenih časopisa te predaje na Teološkom fakultetu „Matija Vlačić Ilirik“ u Zagrebu. Uz znanstvene tekstove piše i kritičke eseje o Katoličkoj crkvi, prozu, haiku poeziju. A i prevodi, uglavnom s francuskog.[nedostaje izvor]

## Knjige
- Labud, Naklada Poesis, Zagreb 1991.
- Anđeli (teološka studija), Kršćanska sadašnjost, Zagreb 1998, 2003.
- Vezan u snop života (autobiografski roman), Mozaik knjiga, Zagreb 2002.
- Biti katolik još (eseji i ogledi), Golden marketing, Zagreb 2007.
- Razmjena daljina (zbirka haiku-pjesama), Hrvatsko haiku društvo, Samobor 2008.
- Svijet teksta. Uvod u Ricœurovu hermeneutiku, Naklada Breza, Zagreb 2012.
- Franjina Pjesma stvorenja, Svjetlo riječi, Sarajevo 2012.
- Zrno gorušičino. Interpretacija odabranih biblijskih perikopa, Ex Libris, Rijeka 2013.
- Biti kršćanin s papom Franjom (eseji i ogledi), Synopsis, Zagreb, Sarajevo 2016.
- Ljestve Jakovljeve. Biblijski motivi u književnosti, Naklada Breza, Zagreb 2019.
- Kritika, imaginacija, vjera. Uvod u Ricœurovu biblijsku hermeneutiku, Naklada Breza, Zagreb 2021.
- Scriptura sacra sui ipsius interpres. Uvod u biblijsku hermeneutiku, Teološki fakultet “Matija Vlačić Ilirik“, Zagreb 2022.
- Ješuine prispodobe, Plejada-Synopsis, Zagreb-Sarajevo 2023.